# زانکت کونراد
زانکت کونراد (به آلمانی: Sankt Konrad) یک منطقهٔ مسکونی در اتریش است که در ناحیه گموندن واقع شده‌است. زانکت کونراد ۱۹٫۳ کیلومتر مربع مساحت دارد ۵۸۴ متر بالاتر از سطح دریا واقع شده‌است.